# Sistema acusatorio adversarial en México
El sistema acusatorio adversarial es un proceso ideado para el derecho penal que centra sus objetivos, primero, en su principio rector, que es, el principio de alternatividad, segundo, en la técnica de la oralidad y que se abre, en Audiencias orales y públicas, bajo los principios de inmediación, esto es, que exige siempre la presencia del Juez y/o de los Jueces y, el principio de contradicción, es decir, que los argumentos, alegatos y medios de prueba de las partes procesales exigen con la participación de una de ellas, la necesaria participación de todas las demás.  El Juez y/o Tribunal no puede escuchar a una de las partes sin que estén presentes las demás partes. 
En el Proceso Acusatorio se exigen varios principios necesarios propios de las audiencias: principio de publicidad, de inmediación, de  concentración, de continuidad y de contradicción.  La oralidad, no es un principio sino una técnica. La oralidad no rechaza sino que llama la escritura. De hecho, casi todas las audiencias se solicitan a través de un documento escrito y éste documento así como algunos medios de prueba escritos deben desahogarse en la audiencia -si la audiencia permite ese desahogo- a través de la inmediación (presencia necesaria del juez) y la contradicción (presencia necesaria de las partes), siendo importante la oralidad en razón de la publicidad, es decir, que el público, porque tiene derecho de enterarse de lo que ocurre en la Audiencia, debe escuchar (oralidad) y, a la vez, debe poder ver (videos o fotografías, instrumentos, medios, objetos, etc.)
Si bien con el Sistema Acusatorio, se busca que la víctima pueda hacer uso de sus derechos constitucionales y legales, es también cierto que el mismo Proceso Acusatorio ha tendido a sacar a la víctima de los procedimientos, facilitando su presencia a través de un abogado especializado en el proceso penal, que actúa como Asesor Jurídico de la Víctima y/o de los Ofendidos. Se trata de que el proceso no victimice a la víctima y a los ofendidos que, siendo ya víctima del delito, siga siéndolo de los distintos procedimientos, sus distintas etapas y, de una posible absolución. Algunos han sostenido sin el necesario conocimiento histórico del proceso que el Sistema Acusatorio recupera los derechos de las víctimas y ofendidos.  No. El hecho de que en algunos países no se haya exigido la necesaria presencia de la víctima y/o de los ofendidos en el proceso, en especial, en las audiencias, es su revictimización.   
No hay un solo Sistema Acusatorio, como tampoco existe un único Proceso Penal Acusatorio.  De hecho, algunos autores han llamado al proceso de los países de Panamá, Perú, Argentina, Chile y México, procesos imputativos (porque fijan la litis con la imputación en la audiencia inicial) y/o como el mexicano, proceso vinculatorio porque, aunque la litis se fija con la imputación debe ser acogido por el Juez de Control en el Auto de Vinculación a Proceso. En efecto, la Constitución Política Mexicana ha dispuesto en el artículo 19, párrafo quinto, que "todo proceso se seguirá, forzosamente, por el hecho o los hechos del Auto de Vinculación a Proceso.  El artículo 335 del Código Nacional de Procedimientos Penales dispone, igualmente, que "la acusación sólo podrá formularse por los hechos y personas señaladas en el auto de vinculación a proceso".  De hecho, algunos autores han considerado que el proceso penal mexicano no es acusatorio, esto es, no fija la litis en la acusación, sino, por el contrario, es vinculatorio, fija la litis con la vinculación. Esta realidad propia de la norma cuestiona a la vez la necesidad de la Fase Complementaria y la misma Etapa Intermedia.
Se dice, a la vez, que el Sistema Acusatorio renuncia a la prueba tasada. Ello no es tan cierto en los países Latinoamericanos en los que se exige que, con la investigación preliminar y/o previa, se conforme un expediente, carpeta, carpetilla, cuadernillo, etc., y que, de previo al desahogo de los medios de prueba en Juicio, se ponga en conocimiento de las partes (descubrimiento probatorio) las pruebas de cargo. Igualmente se dice que se utiliza e implementa el sistema de la libre valoración de la prueba, fortaleciendo así la Defensoría Pública de la parte a la que se planeé ayudar, mediante mecanismos alternativos de solución de controversias así como la aplicación del criterio de oportunidad que se estuviera estableciendo.
Como prima, como principio rector, el principio de alternatividad, esto es, el principio que encamina el proceso a la solución del conflicto, el proceso penal mexicano admite como mecanismos alternativos de solución del conflicto, en la Ley Nacional de Mecanismos Alternativos la mediación, la conciliación, las juntas restaurativas, en el artículo 186 del Código Nacional de Procedimientos Penales los acuerdos reparatorios; los medios de negociación, como son los criterios de oportunidad reglados, conforme consta en el artículo 256 del Código Nacional de Procedimientos Penales y, los mecanismos alternativos de terminación del proceso, esto es, mecanismos que se realizan ante el Juez, se aprueban y definen ante el Juez en audiencia y, por ende, exigen que la causa penal se haya "judicializado". 
La etapa del juicio oral es aquel proceso que es realizado ante jueces (tres jueces) que de manera imparcial, interrumpida y presenciando la realización y aplicación de todas las pruebas previas 'testimoniales, periciales, inspección, entre otras' que gracias a ellas, se llega a tomar una decisión/sentencia debido a las resoluciones que hayan tomado. El proceso penal podrá variar en cuanto a su duración.
La Constitución Política de los Estados Unidos de México señala que una persona deberá de ser juzgada en un tiempo menor a 124 días (4 meses), siempre y cuando se traten de delitos en los que la pena máxima no exceda de 2 años de prisión y antes de 1 año. Si en todo caso, la pena llegase a sobrepasar dicho tiempo, este proceso puede incrementar su duración si el “imputado”lo requiera y pida un mayor tiempo para proceder a su defensa.

## Antecedentes
El Diario Oficial de la Federación el día 18 de junio de 2008 publicó una reforma constitucional hecha para el Sistema de Justicia Penal de México, donde se adiciona una reforma, en la cual se mencionan las bases para el establecimiento de este nuevo Sistema de Justicia Penal en México; se hizo gracias a el cual se encargó de proponer un nuevo sistema en el que se pudieran respetar los derechos que tienen la víctima y el ofendido, como también del imputado, para que con ello, la presunción de inocencia para con el imputado, sea respetada, con esto se aseguraría un proceso legal, justo y asimismo el respeto pleno de sus derechos humanos (de las partes interventoras en el proceso) y de todas las personas también involucradas en el procedimiento penal. artículo 29 del Código de Procedimientos Civiles del Estado de Muralla.
Este sistema es basado más que nada en un nuevo sistema acusatorio adversarial en el cual un Juez encargado, decidirá –de una manera imparcial- a las solicitudes que hubiere por parte de los intervinientes y la otra base que dice que en los más relevantes conflictos jurídicos se resolverán en audiencias orales, las cuales serás públicas y contradictorias.
La Seguridad Pública fue reformada en los artículos 73, 115 y 123 como lo veremos más adelante, por su parte el nuevo sistema de justicia penal oral de corte acusatorio se contiene en las reformas que se hicieron en los artículos 16, 17, 18, 19, 20, 21 22.
El transitorio segundo de la Reforma contiene el fundamento constitucional del sistema acusatorio.
Se hace necesario reformar el sistema de seguridad pública nacional ya que el mismo actualmente ha sido rebasado por la delincuencia organizada en donde debemos destacar la ineficacia y la corrupción del sistema de seguridad pública, ya que el mismo no sirve para atrapar a los delincuentes más peligrosos y únicamente permite la existencia en un altísimo nivel de impunidad y corrupción, no establece incentivos para una investigación profesional del delito, lo que hace que el 85% de las víctimas no acudan a denunciar los delitos y el 99% de los delincuentes que son detenidos no resultan condenados, 66% de las órdenes de aprehensión no se cumplen esto aunado a que en la actualidad hay un sin número de policías municipales, estatales y federales, entre cuyas corporaciones no existen las mínima comunicación y cada quien lleva agua a su molino, no importándoles si tienen datos valiosos y fidedignos para atrapar a los miembros de la delincuencia organizada, que sabe bien que sus mejores armas consisten en el soborno que propician y la corrupción que impera en el régimen policiaco.
La reforma constitucional consiste en cambiar no solo las instituciones, sino quizá o más importante a los operadores jurídicos, llámese policías,  Ministerios Públicos, Peritos, Secretarios de Acuerdos, Jueces y Magistrados, rubro que tal vez sea el más difícil de concretizar.
El Ministerio público sigue conservando el ejercicio de la acción penal, más sin embargo se contempla en esta reforma la existencia del ejercicio de la acción penal que podrán ejercer los particulares como ya sucede en el Código Procesal del Estado de México, donde el particular puede ejercitar la acción penal privada ante el juez de control o de garantías.
Sobre este rubro cabe mencionar, que tendrá que someterse a un delicado proceso de adaptación el nuevo sistema de justicia penal de corte acusatorio, a efecto de que el particular pueda ejercitar por sí mismo la acción penal, puesto que si los órganos administrativos que supuestamente están preparados para realizar una investigación científica como son las policías de elite,  y el Ministerio Público por ser un órgano técnico jurídico para integrar una averiguación previa, la cual a partir de la reforma se denomina “carpeta de investigación” y ambas Instituciones no son capaces de abatir el rezago tan grande que existe de denuncias y querellas, lo que demuestra que ambas instituciones no se encuentran debidamente preparadas para tal efecto, mucho menos lo estará un particular para investigar e integrar una carpeta de investigación y ejercitar una acción penal ante el juez de garantías.
Con el nuevo sistema penal acusatorio existirá la necesidad de que se certifiquen todos los abogados litigantes que se dediquen a la materia penal, asimismo este sistema tiene una injerencia total la ley reglamentaria de art. 21 constitucional publicada en el año del 2009 y la Ley General del Sistema de Seguridad Pública Federal, mismas que estudiaremos en este diplomado.
Si bien es cierto que en el segundo transitorio de la reforma constitucional que motiva este diplomado, concede un término de vacatio legis, de 8 años, a partir del año 2008,  por lo que este nuevo sistema será obligatorio para todas las Entidades Federativas hasta el mes de junio del  año 2016, se hace necesario iniciar los cambios radicales que este nuevo sistema exige sobre todo para el Distrito Federal y la Federación.
El considerar este nuevo sistema oral como acusatorio, no resulta nuevo toda vez que la Suprema Corte de Justicia de la Nación en una tesis aislada del año 2002 ya considera al sistema actual como un sistema acusatorio.

## Juicio Oral en la Actualidad en México
El primer juicio oral que se dio, fue el 14 de febrero de 2005 en Montemorelos, Nuevo León, siendo el Juez en esa audiencia el licenciado Luis Estrada Núñez. Así mismo en el Estado de México  se iniciaron en octubre de 2006 y en caso más concreto en la ciudad de Toluca el primer juicio se dio en noviembre de 2006.
En el 2008 el congreso aprobó diversas reformas en materia judicial para adaptar los juicios orales a la impartición de justicia en el país. Sin embargo, junto con el distrito federal apenas son 4 de 32 entidades las que han adaptado esta modalidad.
Los estados en los cuales ya se practican los juicios orales son: Nuevo León, Chihuahua, Oaxaca y el Estado de México. Cabe mencionar que cada entidad tiene su propio estilo.
El propósito de la reforma es que a partir del 2016 el país deje de aplicar el sistema de justicia inquisitorio, basado en integración de expedientes escritos, a uno acusatorio, fundamentado en juicios orales públicos, en los que se enfronten la autoridad y el abogado defensor de un acusado.
En el Distrito Federal, de acuerdo a la información que dio el Jefe de Gobierno, Miguel Ángel Mancera, durante el VI Foro Nacional sobre Seguridad y Justicia,  en enero de 2015 dará inicio en la Ciudad de México la aplicación del nuevo sistema en los juicios por delitos culposos y de querella. Asimismo en julio y agosto comenzarán con los delitos no graves, precisando, que se estaba pensando manera inicial trabajar con 40 Jueces de Control,  10 Jueces de Juicio Oral, 36 Módulos de Atención Oportuna, 7 Unidades de Mediación, 13 bodegas de evidencia, 2 satelitales, 11 en Fiscalías Desconcentradas, un Sistema de Gestión Judicial con un poderoso corredor informático que va a ser compartido con la Procuraduría para los efectos de carpeta de investigación, a fin de estar preparados para atender más o menos 94 mil asuntos. También, dio a conocer que a partir de 2016, la Ciudad de México, estará trabajando de manera integral; por lo que es necesario capacitar a 70 mil policías de la Secretaría de Seguridad Pública, a más de 3 mil de la Procuraduría y aproximadamente 6 mil en materia de Ministerio Público.

## Principios Rectores del Sistema Acusatorio Adversarial
El nuevo sistema penal oral de corte acusatorio se basa en principios fundamentales contenidos en el nuevo artículo 20 constitucional, como son los de oralidad, publicidad, contradicción, concentración, continuidad e inmediación a los cuales les tendríamos que anexar los principios generales de derecho penal que existen en México como son el in dubio pro reo ante la duda absolver, non bis in ídem y el de presunción de inocencia, así como el del debido proceso derecho que tiene el inculpado de saber que se le está investigando, que resulta ser un principio básico del sistema acusatorio.
Precisamente en aras de alcanzar plenamente los ideales políticos y filosóficos que inspiraron al constituyente de 1917, y en congruencia con el sistema acusatorio adoptado y con los pactos internacionales suscritos sobre la materia por México, los principios rectores que rigen al nuevo proceso penal son, entre otros muchos:
- La Presunción de inocencia
- La oralidad
- La publicidad
- La inmediación
- La contradicción
- La concentración
- La continuidad
- La libre valoración de la prueba

Estos recogidos en el capítulo único del título primero, bajo el rubro “principios, derechos y garantías”, ya que con ello se estima que se garantiza, o por lo menos se crean las condiciones necesarias para el pleno y absoluto respeto a los derechos humanos de los implicados en el drama penal.
Esto es así porque la presunción de inocencia, al consignar que toda persona se presume inocente hasta en tanto no se demuestre su culpabilidad, impone la carga de la prueba al órgano acusador y reduce considerablemente la procedencia de la prisión preventiva, la publicidad que a la vez asegura el control, tanto interno como externo de la actividad jurisdiccional y de todos los intervinientes en el proceso penal, permite la transparencia en la administración de justicia, la oralidad como condición necesaria para hacer efectiva la publicidad, excluye al mínimo la forma escrita de las actuaciones procesales, la inmediación, al exigir que todos los actos procesales, principalmente la producción de las pruebas, sean presenciados por el juez  que va a resolver, impide la delegación de las funciones jurisdiccionales, la contradicción, al no autorizar que todos los sujetos procesales tengan plenas facultades de intervención, sobre todo en la recepción de pruebas y contrapruebas, eleva la calidad de la información que los jueces utilizan para la toma de decisiones y posibilita una efectiva defensa del imputado, la concentración y continuidad, al demandar que los actos procesales se lleven a cabo, por lo general en una sola audiencia y sin interrupciones, garantiza que la administración de justicia sea pronta y expedita y la libre valoración de las pruebas, al otorgarle al juez la facultad de valorar el acervo probatorio según la sana crítica conforme a las reglas de la lógica, los conocimientos científicos y las máximas de la experiencia, refrenda el carácter cognitivo-racional de las actividades jurisdiccional y excluyen el régimen de la prueba legal.

## Etapas Del Juicio Oral Penal Acusatorio

### Etapa Preliminar (o de investigación)
- Como primer punto analizaremos, la Investigación Administrativa informal o desformalizada que realiza el Ministerio Público como consecuencia de la presentación de una denuncia o querella, que puede recibir la autoridad ministerial o cualquier policía que ya se encuentra facultada para hincar de inmediato la investigación de los hechos denunciados supuestamente delictivos, tanto las policías como el ministerio público en esta etapa puede recabar cualquier acto de prueba, artículo 21 párrafo segundo, que contiene la llamada investigación informal que puede ser realizada aún por el particular en esta etapa de investigación administrativa ya no existirá la llamada averiguación previa sino que a su vez será sustituida por la llamada carpeta de investigación.

En esta etapa el Ministerio Público es ayudado por cualquier corporación policíaca, cuyo futuro cercano será el hecho de que exista una sola policía por Entidad Federativa, con mando único, que estarán bajo la coordinación del Ministerio Público Federal o Local, asimismo será auxiliado por los servicios periciales que de hecho, a excepción del Estado de Jalisco, forman parte integral del personal del Ministerio Público.
En esta etapa de investigación informal, el Ministerio Público puede investigar la comisión de un delito siendo una actuación autónoma del Ministerio Público, entrevistando al denunciante, al querellante o algún testigo, pero llegado el caso que tuviese que citar a una persona en calidad de inculpado para interrogarlo, y la autoridad ministerial pueda inferir un acto de molestia al gobernado o tenga injerencia en los derechos del investigado, antes de hacerlo tendrá que acudir ante el juez de garantías, a efecto de solicitarle su anuencia o permiso para realizar tal diligencia o cualquier otra que pueda lesionar las garantías constitucionales del gobernado, como son el cateo, el arraigo o una detención o presentación;  el Ministerio Público en esta etapa se allega datos de prueba, y para los efectos de la sentencia únicamente tendrán valor aprobatorio las pruebas que se desahoguen ante el juez de garantías o ante el juez de juicio oral.
Con lo anterior se demuestra, que este nuevo Sistema de Corte Oral Acusatorio se vuelve un sistema garantista, ya que el Ministerio Público pierde muchas de sus atribuciones legales que actualmente detenta,  en uso de las cuales se siguen cometiendo innumerables violaciones a la Constitución Política de los Estados Unidos Mexicanos.
Una vez que el Ministerio Público considera que se ha concluido la carpeta de investigación y que hay elementos suficientes para acusar al inculpado, acude ante el juez de control y formula una acusación ante lo cual el juez de control o garantías dictara el llamado auto de vinculación a proceso; cuando se trate de acusación con detenido, pudiendo ocurrir la detención solamente en los casos que la Constitución lo indica como son: la flagrancia o caso urgente, “esta última con la anuencia del Juez de Garantías) si está detenido el inculpado, procede se dicte el auto de vinculación a proceso, mediante el cual se inicia propiamente una investigación formalizada ante el juez de control,  y en dicho auto se fija una fecha para el cierre de investigación que puede durar de 6 meses a dos años; sino no hubiere detenido, el Ministerio Público solicitará al juez en una audiencia privada que se gire la orden de aprehensión o comparecencia que proceda,  ante lo cual podemos concluir que el Ministerio Público seguirá investigando, una vez dictado el auto de vinculación a proceso.
Siempre y cuando el Ministerio Público no lesione derechos de terceros, puesto que de verse en la necesidad de hacerlo, tendrá siempre que acudir ante el juez de garantías para que esté autorice cualquier injerencia en las garantías del gobernado.

### Etapa Intermedia
Concluido el período de investigación, continúa la Etapa Intermedia,  en la cual se desahogan las pruebas del Ministerio Público y el Defensor ante el Juez de garantías o Juez de control en la misma audiencia,  las partes podrán debatir sobre las pruebas aportadas y desahogadas, las cuales pueden ser documentales. Testimoniales, lo que equivale a unas breves conclusiones o alegatos en el actual Juicio Penal Oral.
Posteriormente se dictará el acuerdo probatorio que las partes Ministerio Público y defensor firmarán.
Hecho lo anterior se dictara el auto de apertura de juicio oral y pasara el caso al tribunal correspondiente, formado por tres Magistrados que no hayan conocido previamente el caso y los cuales jamás manejarán la carpeta de investigación, limitándose exclusivamente a escuchar a las partes y tomarán su decisión sobre la base de las argumentaciones jurídicas que las partes realicen ante los magistrados de juicio oral el cual será vídeo grabado pudiendo un tercero tomar notas relevantes del caso.
Finalmente las partes formularan los alegatos de clausura entre los cuales manifestaran todas las argumentaciones jurídicas para sustentar la teoría del caso (lo que corresponde en el proceso actual a las conclusiones), estos Alegatos de Clausura se tendrán que hacer en forma oral y cronológica tratando de convencer al tribunal de la culpabilidad o en su caso la inocencia del acusado; concluidos los alegatos de cláusula se retiran los magistrados que componen el tribunal oral y resuelven la sentencia la cual si se hará por escrito.

### Etapa de Juicio Oral (o de Debate)
Con el dictado, por el juez de control de la legalidad o de garantías, del auto o resolución de apertura del juicio oral culmina la etapa intermedia o de preparación del juicio oral y comienza la última fase del proceso ordinario, comúnmente conocida como “etapa de juicio oral o de debate”. Esta etapa, que es la esencial del nuevo proceso penal, se realiza sobre la base de la acusación, y asegura, como en ninguna otra, la concreción de los principios que sustentan a todo el sistema, como lo son la oralidad, la inmediación, la publicidad, la contradicción, la concentración, y la continuidad.
A diferencia de las fases anteriores (preliminar e intermedia), en la del juicio intervienen tres jueces profesionales, quienes, para asegurar su objetividad e imparcialidad, no deben haber actuado en las etapas anteriores (artículo 315: restricción judicial), so pena de nulidad de aquel.
Como cuestiones previas, el juez que presida el tribunal, una vez radicado el auto de apertura del juicio, fijara el día y la hora para el desahogo de la audiencia de debate, la que deberá celebrarse no antes de quince ni después de sesenta días de la notificación del citado auto de apertura, indicará el nombre de los jueces que integrarán el tribunal, y ordenará que se cite a todos aquellos obligados a asistir a la audiencia (Ministerio Público, acusado, defensor, parte coadyuvante, testigos, peritos, etcétera) según sea el caso.
Al igual como sucede con la audiencia intermedia (o de preparación del juicio oral), la de debate también se encuentra claramente regulada en el nuevo código procesal penal. Esta principia con la verificación que hace el presidente del tribunal, de la presencia de los otros jueces, de las partes y de los testigos, peritos o intérpretes que deben participar en el debate, así como de la existencia de las cosas que deben exhibirse en él. Luego, debe advertirle al acusado y al público, usando un lenguaje claro, sencillo y comprensible, acerca de la importancia y el significado del juicio, como también debe indicarle al acusado que preste atención sobre lo que va a escuchar.
Hecho lo anterior, como lo indica el artículo 362 (apertura), se declara abierto el debate y el presidente del tribunal le concede la palabra, en primer término, al Ministerio Público y a la parte coadyuvante, si la hubiere, para que expongan en forma breve, clara y sumaria, las posiciones planteadas en la acusación (alegatos de apertura), o sea, para que el Ministerio Público presente su “teoría del caso”, y después al defensor para que, si lo desea, indique en forma sintética la posición de la defensa respecto de los cargos formulados (alegatos de apertura), esto es, presente también su “teoría del caso”.
Las cuestiones incidentales serán planteadas inmediatamente después de los alegatos de apertura, en cuyo caso se concederá la palabra por única vez a quien lo haga y a las demás partes para que aleguen lo que a sus intereses convenga; estas incidencias pueden tratarse en un solo acto o sucesivamente, o bien diferirse alguna para la sentencia, si así conviene para el debate (artículo 363: incidentes). Si la naturaleza de los incidentes promovidos lo permite, se resolverán en ese instante por el tribunal; en caso contrario, la audiencia puede suspenderse para tal fin hasta por diez días como máximo (artículo 323: continuidad y sus- pensión).
Cuando la acusación verse sobre varios hechos punibles atribuidos a uno o más acusados, se le concede al tribunal la facultad de disponer, incluso a petición de parte, que los debates se lleven a cabo separada- mente, pero en forma continua, es decir, sin suspender la audiencia, como acontece lo mismo cuando se estime conveniente, para una mejor defensa del acusado, que primero se debata sobre la culpabilidad, y luego, si resulta procedente, sobre la pena a imponer (censura del debate), en cuyo caso las pruebas sobre este último aspecto, se recibirán, por cuestiones lógicas, después de haberse declarado culpable al acusado (artículo 365: culpabilidad, y artículo 366: individualización de la pena).
Expuestos los alegatos de apertura, se procede a recibir las pruebas en el orden que indiquen las partes. Primero, las ofrecidas por el Ministerio Público y por la parte coadyuvante (en relación con la demanda civil) y posteriormente las de la defensa (artículo 371: recepción de pruebas).
En relación con las pruebas, se establece la posibilidad de que el tribunal puede ordenar, a solicitud de alguna de las partes, la producción de nuevas pruebas (pruebas supervinientes), es decir, diferentes a las anunciadas en el auto de apertura del juicio, si en el transcurso del debate se advierte que resultan indispensables o manifiestamente útiles para el esclarecimiento de los hechos, siempre y cuando el solicitante justifique que no tenía conocimiento de su existencia o que no le fue posible prever su necesidad (artículo 381: nuevas pruebas).
Concluida la recepción de las pruebas, continúan los alegatos finales o de clausura. Para ello, el presidente le concede la palabra al Ministerio Público, a la parte coadyuvante, al actor civil y al tercero civilmente demandado, si los hay, y al defensor del imputado, para que, en ese orden, expongan sus alegatos finales.
Clausurado el debate, el tribunal deliberará en sesión privada, cuya actividad no podrá durar más de veinticuatro horas ni suspenderse, excepto por enfermedad grave de alguno de los jueces. Si el asunto y la hora lo permiten, redactada la sentencia será leída ante los presentes, una vez constituido el tribunal en la sala de audiencia; en caso contrario, sólo será leída la parte resolutiva con sus respectiva motivación y fundamentación, y quien presidió la audiencia señalará día y hora para la lectura íntegra del documento que la contiene, dentro de los cinco días posteriores al pronunciamiento de la parte resolutiva (artículo 389: pronunciamiento).
En razón del principio de congruencia, la sentencia que se dicte no puede sobrepasar el hecho punible descrito (incluyendo sus circunstatancias) en el auto de sujeción a proceso, en la acusación, y en la resolución de apertura del juicio o, en su caso, en la ampliación de la acusación, y contendrá, como requisitos, los siguientes:
- La mención del tribunal, el nombre de los jueces que lo integran y la fecha en que se dicta; el nombre y apellido del acusado y los demás datos que sirvan para determinar su identidad, y el nombre de las otras partes.
- La enunciación de los hechos y de las circunstancias o elementos que hayan sido objeto de la acusación o de su ampliación, y de la re- solución de apertura.
- Una breve y sucinta descripción del contenido de la prueba oral, antes de proceder a su valoración.
- El voto de los jueces, con la exposición concisa de sus fundamentos de hecho y de derecho.
- La determinación precisa y circunstanciada del hecho que el tribunal estime acreditado.
- La parte resolutiva, con mención de las disposiciones legales aplicadas.
- La firma de los jueces; pero si uno de los miembros del tribunal no pudiere suscribir la sentencia por impedimento ulterior a la deliberación y votación, ello se hará constar, con resumen de la opinión del juez impedido en caso de no coincidir con las emitidas, y la sentencia valdrá sin esa firma.

## Audiencia Inicial (cuando hay detenido)
Vulgarmente se llama así a la Etapa Inicial del juicio oral en el cual se desarrollan las siguientes diligencias:
- Control de la Detención, revisar si fue legal o ilegal la detención.
- El Ministerio Público formulara su acusación llamada también formulación de imputación y sostendrá la teoría del caso
- Se recibirá la Declaración del Imputado
- Se dictara el auto de vinculación a proceso,
- Se celebrará la audiencia en la que se fijan las Medidas Cautelares que procedan en contra del inculpado que pueden ser reales, personales o ambas.
- Auto de cierre de la investigación.

En esta etapa intermedia, en algunos estados, cuando se trata de delitos graves el juez de control o de garantías está representado por tres magistrados, cuando se trata de delitos no graves estará representado por un solo juez.
Uno de los objetivos que persigue la implementación de este nuevo juicio oral de corte adversirial en materia penal, es lograr que el menor número de asuntos llegue a Juicio Oral, implementando el principio de oportunidad en el cual el ministerio público puede resolver el asunto antes de iniciar la investigación formalizada procediendo a cerrar su carpeta de investigación con un acuerdo que dicte el juez de control antes de la apertura del Juicio Oral.
En esta etapa el Ministerio Público y la defensa pueden recabar datos de prueba, para demostrar bien sea la acusación o la inocencia, donde surge la teoría del caso que no es otra cosa más que la hipótesis de lo que pasó, teoría que se volverá más contundente a la apertura del Juicio Oral, dictado el auto de vinculación a proceso el Ministerio Público inicia formalmente su investigación siendo que en los diversos Estados de la República en los cuales ya se aplica este nuevo sistema penal acusatorio, se está cayendo en el grave error de dictar como medida cautelar la prisión preventiva, y en tal virtud el imputado se va a la cárcel, ante lo cual podemos considerar que el acusado ingresa a prisión antes de concluir la etapa de investigación.